# Landtagswahlkreis Nebra
Der Landtagswahlkreis Nebra war bei den Wahlen zum Landtag von Sachsen-Anhalt 2006 und 2011 ein Landtagswahlkreis in Sachsen-Anhalt. Er umfasste vom Burgenlandkreis die Gemeinden Abtlöbnitz, Altenroda, Stadt Bad Bibra, Stadt Bad Kösen, Balgstädt, Baumersroda, Billroda, Bucha, Burgholzhausen, Burgscheidungen, Burgwerben, Burkersroda, Crölpa-Löbschütz, Ebersroda, Stadt Eckartsberga, Stadt Freyburg (Unstrut), Gleina, Golzen, Goseck, Größnitz, Großkorbetha, Herrengosserstedt, Hirschroda, Janisroda, Kahlwinkel, Karsdorf, Kirchscheidungen, Klosterhäseler, Stadt Laucha an der Unstrut, Leislau, Lossa, Markwerben, Memleben, Möllern, Stadt Nebra (Unstrut), Pödelist, Prießnitz, Reichardtswerben, Reinsdorf, Saubach, Schkortleben, Schleberoda, Steinburg, Storkau, Tagewerben, Taugwitz, Thalwinkel, Tromsdorf, Uichteritz, Wangen, Weischütz, Wengelsdorf, Wischroda, Wohlmirstedt und Zeuchfeld.

## Reform 2014
Der Landtagswahlkreis 42 wurde mit dem Gesetz zur Parlamentsreform 2014 aufgelöst. Die Städte Freyburg (Unstrut), Nebra und das nach Naumburg eingemeindete Bad Kösen gehören beginnend mit der Wahl 2016 zum Landtagswahlkreis Naumburg.

## Wahl 2011
Bei der Landtagswahl in Sachsen-Anhalt 2011 waren 36.050 Einwohner wahlberechtigt; die Wahlbeteiligung lag bei 52,6 %. Eva Feußner gewann das Direktmandat für die CDU.
| Bewerber         | Partei           | Erststimmen in % | Zweitstimmen in % |
| ---------------- | ---------------- | ---------------- | ----------------- |
| Eva Feußner      | CDU              | 31,5             | 32,3              |
| Frank Thiel      | LINKE            | 21,9             | 22,2              |
| Arno Krause      | SPD              | 22,0             | 20,1              |
| Philipp Gröber   | FDP              | 2,9              | 4,1               |
| Jochen Dreetz    | GRÜNE            | 4,4              | 4,9               |
| Frank Bornschein | Freie Wähler     | 8,2              | 4,9               |
| —                | KPD              | —                | 0,1               |
| —                | MLPD             | —                | 0,1               |
| Lutz Battke      | NPD              | 9,1              | 8,5               |
| —                | ÖDP              | —                | 0,1               |
| —                | Tierschutzpartei | —                | 1,4               |
| —                | PIRATEN          | —                | 0,9               |
| —                | SPV              | —                | 0,3               |

## Wahl 2006
Bei der Landtagswahl in Sachsen-Anhalt 2006 traten folgende Kandidaten an:
| Name                              | Partei          | Anteil der Erststimmen |
| --------------------------------- | --------------- | ---------------------- |
| Eva Feußner                       | CDU             | 31,2 %                 |
| Frank Thiel                       | LINKE           | 22,0 %                 |
| Arno Krause                       | SPD             | 18,5 %                 |
| Martin Bertling                   | FDP             | 16,4 %                 |
| Sebastian Pank                    | GRÜNE           | 2,8 %                  |
| André von Grzymala                | Off D-STATT-DSU | 0,9 %                  |
| Angelika Adler                    | Einzelbewerber  | 1,4 %                  |
| Volker Kohlmann                   | Einzelbewerber  | 6,9 %                  |
| Wahlberechtigte: 41.432 Einwohner |                 |                        |
| Wahlbeteiligung: 46,5 %           |                 |                        |